# Route nationale 52 (Suède)
Pour les articles homonymes, voir Route nationale 52.
La route nationale 52 (en suédois : Riksväg 52) est une route nationale entre Nyköping et Åbytorp en Suède,.

## Présentation
Riksväg 52 est située dans le comté de Södermanland et le comté d'Örebro.
La route part de Nyköping, où elle bifurque la route européenne 4, traverse Bettna, Katrineholm, où elle croise la route nationale 56, et Vingåker jusqu'au lac Hjälmaren, et plus loin au-dessus d'Odensbacken et Sköllersta, où elle croise la route nationale 51, puis au sud après Kumla jusqu'à ce qu'elle se termine à l'ouest de cette ville en rejoignant la route européenne 20.
La longueur de la route est d'environ 130 kilomètres.

## Tracé
| Km     | Lieu         | Carte interactive |
| ------ | ------------ | ----------------- |
| 0 km   | Nyköping     |                   |
|        | Stigtomta    |                   |
|        | Vrena        |                   |
|        | Bettna       |                   |
|        | Forssjö      |                   |
|        | Katrineholm  |                   |
|        | Baggetorp    |                   |
|        | Vingåker     |                   |
|        | Hampetorp    |                   |
|        | Odensbacken  |                   |
|        | Askersby     |                   |
|        | Sköllersta   |                   |
|        | Hällabrottet |                   |
|        | Sannahed     |                   |
|        | Kumla        |                   |
|        | Hallsberg    |                   |
| 130 km | Åbytorp      |                   |